# Teatre romà
|  | Aquest article tracta sobre els edificis. Si cerqueu informació sobre el gènere teatral de l'antiga Roma, vegeu «Teatre a l'antiga Roma». |

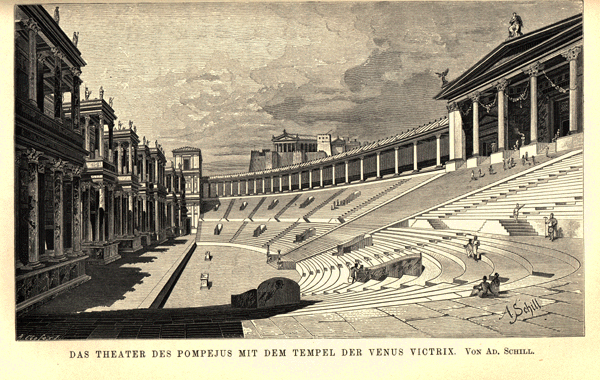
Recreació del teatre romà de Pompeu

Un teatre romà és una construcció típica de l'arquitectura romana que es troba a gran part de les províncies de l'antiga Roma i la finalitat del qual era la d'oferir espectacles teatrals. Alguns exemples representatius en són el teatre romà de Tarragona, el de Pol·lèntia i el de Sagunt, pel que fa also picol.

## Estructura arquitectònica
Al començament, les obres de teatre eren itinerants i conseqüentment s'entenia que els teatres es muntaven i es desmuntaven a cada ocasió. Es feien de fusta i es destruïen un cop l'esdeveniment acabava.
Moltes de les característiques principals de les construccions per a teatres, a l'antiga Roma, es basaven o derivaven de les del període hel·lenístic de l'arquitectura grega. Una de les diferències més importants té a veure amb l'entorn, mentre per als grecs la fusió de l'arquitectura amb l'entorn i la natura, la importància de les vistes des dels teatres, com la visió d'aquest des de l'exterior, eren extremadament importants, als romans semblava no interessar-los gens ni potser considerar-ho com a element. Un exemple molt clar es veu a l'antic teatre grec, reformat pels romans, a Taormina (Sicília), al qual els grecs havien previst que es veiés com un trampolí al mar i al qual els romans van afegir una paret que trenca completament aquest efecte.

### Elements comuns

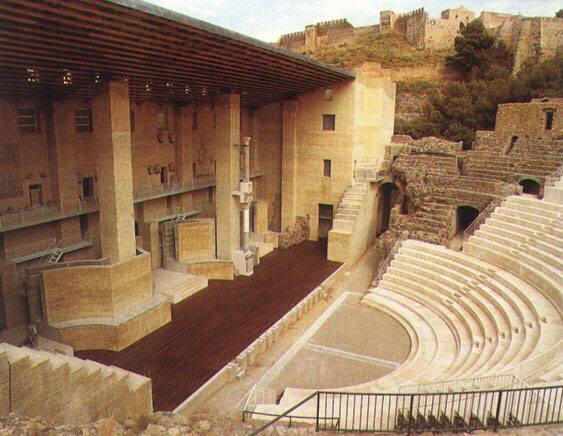
Teatre romà de Sagunt

Amb el temps, els teatres romans van desenvolupar unes característiques i elements que els són propis, entre els quals hi ha:
- El pòrtic darrere de l'escenari (porticus post scaenam), pati amb columnes situat darrere de l'escenari.
- L'escenari (scaena), on actuen els actors.
- El front escènic (scenae frons), normalment compost per un doble ordre de columnes.
- Els seients més propers a l'escenari (proedria), espai semicircular davant del front escènic.
- L'orquestra (orchestra), semicercle davant l'escenari on seien les autoritats i s'hi alçava un altar en honor del déu Dionís.
- Aditus, els passadissos laterals d'entrada a l'orquestra.
- La graderia (cavea), estructura semicircular amb grades on seien la resta dels espectadors, situats segons el seu rang social. Les més baixes i properes a l'escenari són la prima cavea i les més altes i allunyades la summa cavea.
- Els vomitoris (vomitoria), o entrades a la graderia.

També se situaven a les valls de les muntanyes per tal que tothom veiés l'escena i la sentís bé.

### Elements diferenciadors
Alguns teatres romans podien, a més, contenir petits temples dins la seva estructura. De vegades el teatre podia cobrir-se amb tendals per a protegir els espectadors i els actors de la pluja o de l'extrema radiació solar. Alguns teatres recolzaven la cavea sobre galeries amb volta, mentre que en d'altres s'excavava a la falda d'algun turó.

## Primeres representacions
Les primeres representacions varen tenir lloc en teatres provisionals de fusta, l'any 55 aC. Pompeu va fer construir el primer teatre de pedra. El més gran el trobem a Roma, el teatre de Marcel, amb una capacitat per a 20.000 persones. Els teatres romans tenien una orquestra semicircular on seien les autoritats i les cavea eren les grades per als espectadors. Estaven separades en seccions. A la part de baix hi havia l'escenari, scaena, amb un mur de fons molt decorat amb estàtues, el frons scaenae. 
Segons Tit Livi (VII, 2, 4-7), les primeres representacions fetes a Roma estaven interpretades per etruscos (carmina fescennina, fabula atellana), al voltant de l'any 364 aC. La primera representació pròpiament teatral va tenir lloc l'any 240 aC durant els Ludi Romani, quan Livi Andronic hi va representar una tragèdia traduïda del grec.